# IAI Arava
Israeli Aircraft Industries Arava (Hebrejsko: עֲרָבָה - "puščava, stepa") je dvomotorno turbopropelersko STOL transportno letalo, ki ga je razvil izraelski IAI v 1960-ih. Namenjen je bil tako civilnim in vojaškim uporabnikom. Skupno so zgradili 103 letal, ki jih je uporabljalo okrog 14 držav, nekaj letal je še vedno v uporabi. Letalo poganjata dva kanadska motorja Pratt & Whitney Canada PT6, vsak s 750 konjskimi silami.

## Specifikacije (IAI 201)
Podatki iz Jane's All The World's Aircraft 1982-83.; Taylor 1982, pp. 123–124.
Splošne karakteristike
- Posadka: 2
- Število sedežev: 16 padalcev
- Tovor: 2351 kg (5184 lb)
- Dolžina: 12,69 m (41 ft 6 in)
- Razpon kril: 20,96 m (68 ft 9 in)
- Višina: 5,21 m (17 ft 1 in)
- Površina kril: 43,68 m² (470,2 ft2)
- Teža praznega letala: 3999 kg (8816 lb)
- Maks. vzletna teža: 6804 kg (15000 lb)
- Pogon letala: 2 ×  turboprop Pratt & Whitney Canada PT6A-34, 559 kW (750 KM)  vsak

 Zmogljivost 
- Maks. hitrost: 326 km/h (215 vozlov, 247 mph) na višini 3050 m (10000 ft)
- Potovalna hitrost: 319 km/h (176 vozlov, 203 mph) na višini 3050 m (10000 ft)
- Hitrost porušitve vzgona: 115 km/h (62 vozlov, 71.5 mph)) s spuščenimi zakrilci
- Doseg: 1056 km (570 nmi, 656 milj) z maks. gorivom
- Višina leta: 7620 m (25000 ft)
- Hitrost vzpenjanja: 6,6 m/s (1290 ft/min)